# Az-Zāhir li-iʿzāz dīn Allāh
Abū l-Hasan ʿAlī ibn al-Hākim (arabisch أبو الحسن علي بن الحاكم, DMG Abū l-Ḥasan ʿAlī ibn al-Ḥākim; mit dem Herrschernamen az-Zāhir li-iʿzāz dīn Allāh (الظاهر لإعزاز دين الله / aẓ-Ẓāhir li-iʿzāz dīn Allāh / ‚der erscheint, um die Religion Gottes zu erhöhen‘), geb. 20. Juni 1005; gest. 13. Juni 1036) war von 1021 bis zu seinem Tod der siebte Kalif der Fatimiden und der siebzehnte Imam der Schia der Ismailiten.

## Leben

### Frühe Jahre
Prinz Ali war der zweitgeborene Sohn des Kalifen al-Hakim, doch sein älterer Halbbruder war noch im Kindesalter gestorben, so dass er als einziger Sohn zurückblieb. Sowohl väterlicherseits wie auch mütterlicherseits war er fatimidischer Abstammung, da auch seine Mutter Amina als Tochter des Prinzen Abdallah (gest. 975) eine Enkelin des Kalifen al-Muizz (gest. 975) war.
Im Jahr 1013 wurde der Prinz mit seiner Mutter in den Palast seiner Tante Sitt al-Mulk aufgenommen, unter deren Protektion beide seither standen. Diese Maßnahme fiel zusammen mit der von al-Hakim in jenem Jahr testamentarisch verfügten doppelten Thronfolge, in der er seinen eigenen Sohn zugunsten der zwei Cousins Prinz Abdarrahim und Prinz Abbas von der Nachfolge sowohl im Kalifat wie Imamat der Ismailiten ausschloss. Der dem Kalif wenig wohl gesonnene Chronist Yahya al-Antaki hatte in diesem Zusammenhang die Behauptung geäußert, der Kalif habe mehrere seiner Konkubinen und Söhne umbringen lassen, nur Prinz Ali und seine Mutter seinen von der Sitt al-Mulk vor dem Terror des Vaters gerettet und in deren Palast versteckt worden. Allerdings wird dieser Nachricht wenig Glaubwürdigkeit beigemessen.

### Regentschaft der Tante
Nachdem am 13. Februar 1021 al-Hakim nach einem nächtlichen Ausritt nicht wiedergekehrt war und seine Ermordung angenommen wurde, übernahm hinter den Palastmauern von Kairo sofort Sitt al-Mulk und die von ihr geführte Hofpartei das Heft des Handelns. Binnen weniger Tage wurden die vermeintlichen Täter und potentielle Gegner beseitigt. Die zwei für die Nachfolge designierten Cousins wurden ausgeschaltet, indem Prinz Abbas „mit dem Schwert über dem Haupt“ zur Aufgabe seines Anspruches genötigt und Prinz Abdarrahim in einen Kerker gesperrt wurde. Am 27. März 1021 war das Regime der Prinzessin soweit stabilisiert, dass sie nach dem Gebet zum Schlachtopferfest, das noch im Namen ihres Bruders gehalten wurde, den Tod des al-Hakim und die Thronerhebung des Prinzen Ali zum neuen Kalif unter dem Namen „der erscheint, um die Religion Gottes zu erhöhen“ (aẓ-Ẓāhir li-ʾiʿzāz dīn Allāh) öffentlich verkünden konnte. Dazu wurde der neue sechzehnjährige Kalif unter dem goldenen Sonnenschirm (miẓalla) thronend mit dem Diadem (tāǧ) seines Urgroßvaters al-Muizz gekrönt der Öffentlichkeit präsentiert. Nur wenige Tage darauf ließ die Prinzessin den wichtigsten Helfer ihrer Machtübernahme enthaupten, nachdem sie ihn der Anstiftung zum Mord an al-Hakim angeklagt hatte. Tatsächlich hatte sie bei einigen zeitgenössischen Beobachtern selbst unter diesem Verdacht gestanden.
Kalif az-Zahir, der zeit seines Lebens unbedeutend blieb, ließ man seine Vergnügungen, wie Bootsfahrten auf dem Nil, Ausritte in die Altstadt und Umgebung von Kairo, oder Jagdausflüge in das Nildelta. Seine besondere Passion galt dem Sammeln von seltenen Papageien. Weder seine Tante, noch seine Minister und Lakaien dachten je daran, ihn in die aktive Staatsführung mit einzubeziehen. Aber gleichwohl wurde ihr Regierungshandeln in seinem Namen öffentlich verlautbart und legitimiert, weshalb az-Zahir in der christlichen Geschichtsschreibung (koptische Patriarchengeschichte) positiv gewürdigt wurde, als toleranter Antipode seines verhassten Vaters, der als Christenverfolger gebrandmarkt war. In dieser Würdigung schlägt sich die von Sitt al-Mulk im Namen ihres Neffen betriebene Abkehr von der Politik al-Hakims nieder, der noch die christliche Religion aus der Öffentlichkeit, wie dem Staatsapparat verbannen wollte und christliche Heiligtümer wie die Grabeskirche von Jerusalem hat niederreißen lassen. Obwohl al-Hakim selbst noch wenige Jahre vor seinem Tod von dieser Diskriminierung abgerückt war und den Wiederaufbau der Kirchen und Klöster erlaubt hatte, ist dieses Verdienst erst seinem Sohn angerechnet worden. Offenbar akzeptierte der junge Kalif die Politik seiner Tante, da er 1024 am Osterfest in Kairo und 1025 am Tauffest am Nilufer persönlich teilnahm.
Ein weiterer Bestandteil der von Sitt al-Mulk betriebenen Revisionspolitik war die ab 1021 einsetzende Verfolgung der drusischen Mission, die in den vorangegangenen Jahren unter Duldung ihres Bruders in Konkurrenz zur ismailitischen Mission (daʿwa) getreten war und den inneren Zusammenhalt dieser schiitischen Glaubensgemeinde bedrohte. Noch in jenem Jahr wurden die drusischen Missionare in Kairo entweder zur Abkehr von ihrer als Irrglaube verdammten Lehre genötigt, oder durch Kreuzigung hingerichtet, sofern sie die Abkehr nicht begehen wollten. Hamza al-Labbad, der Verfasser des Drusenkanons, konnte zunächst noch nach Mekka fliehen, fiel dort aber in die Hand des kalifentreuen Scherifen und wurde hingerichtet. Trotz des harten Vorgehens der Regierung in Kairo wurde die drusische Lehre nicht vollständig ausgerottet. Ihre stark dezimierten Anhänger flohen bis 1030 aus Ägypten in die Provinzen Palästina und Syrien, die zwar auch dem Fatimidenkalifat untertan, aber längst nicht mehr vom festen Griff der Zentralregierung in Kairo erfasst waren. In den Bergen des Libanon besteht die drusische Gemeinde bis heute fort.

### Regentschaft der Clique
Auch nach dem Tod seiner Tante am 5. Februar 1023 ist az-Zahir den Regierungsgeschäften ferngeblieben, die nun von einer vierköpfigen Kamarilla, die al-Musabbihi (gest. 1029) „die Clique“ (al-ʿuṣba) nennt, bestehend aus den letzten Vertrauensleuten der Prinzessin weitergeführt wurde. Von ihnen wurde der Kalif von der Außenwelt systematisch isoliert, ohne deren ausdrückliche Erlaubnis niemand vor ihm treten durfte. Die Wortführer dieses Regentengremiums waren der ehemalige Sekretär der Prinzessin, der handamputierte al-Dschardscharai, sowie des Kalifen Lehrmeister (ustāḏ), der schwarze Eunuch Midad. Die „Schwarzen“ (sūdān) stellten schon seit geraumer Zeit eine eigene Gruppierung am Kairiner Hof dar, die in der Zeit des az-Zahir einen dominierenden Einfluss erlangte. Wurden sie zunächst noch primär als Verschnittene (ḫaṣī), oder Konkubinen (ǧihāt) für den Harem erworben, wurden sie unter seiner Ägide verstärkt als „Kaufsklaven“ (ʿabīd aš-širāʾ) von den nubischen Königreichen am Oberlauf des Nil gekauft. In der fatimidischen Armee waren sie in ihrer Mannstärke schnell zu den Verbänden der bereits bewährten Türken aufgerückt, wodurch eine Konkurrenzsituation entstand, die sich als verhängnisvoll für das Kalifat erweisen sollte. Araber dagegen waren im fatimidischen Heerwesen schon seit Generationen zur Bedeutungslosigkeit marginalisiert. Der Einfluss der Sudanesen auf das Kalifat erfuhr eine physische Manifestation im Nachfolger des az-Zahir, der ein Sohn seiner sudanesischen Lieblingskonkubine „Talisman“ (Raṣad) war, die ihm einst seine Tante geschenkt hatte. Sie scheint keine Ausnahme geblieben zu sein, denn auch bei zukünftigen Fatimidenkalifen wie al-Amir und al-Adid war deren auffallend dunkler Hautteint von genau beobachtenden Chronisten registriert wurden.
Die Regentschaft der Clique war gekennzeichnet von Inkompetenz, Machtmissbrauch und Selbstbereicherung, die in Kombination mit einer seit 1023 ausbrechenden Hungerkrise in Ägypten das Land in eine Anarchie führte. Schon im ersten Jahr nach dem Tod der Sitt al-Mulk wies der Pegelstand des Nils einen besorgniserregenden Niedrigstand auf. Im Mai 1024 dann zeigte der Nilometer von Roda (ar-Rauḍa) den historischen Tiefststand von zwei Ellen und fünf Finger auf, worauf es zu schweren Ernteausfällen und Preisteuerungen kam. Von der in der Altstadt um sich greifenden Hungersnot wurde az-Zahir in seinem Palast nicht unterrichtet, ebenso wenig wie von dem folgenden Zusammenbruch der Staatsgewalt, nachdem die Clique auch die Soldauszahlungen an das Heer nicht mehr aufbringen konnte. Während das Volk in der Altstadt und Umgebung von Kairo schweren Hunger litt, wurde es zugleich von plündernden Soldaten heimgesucht, die nun dazu übergegangen waren, sich mit Gewalt zu nehmen, was ihnen die Regierung nicht mehr zu geben in der Lage sah. Der Ausfall der Armee hatte den Zusammenbruch der Staatsautorität nicht nur in Ägypten selber, sondern auch in Palästina und Syrien zur Folge. Die dort als Untertanen des Kalifats nomadisierenden Beduinenstämme sahen sich von den von der staatlichen Obrigkeit auferlegten Zwängen befreit und begannen nun ihrerseits die Regionen mit Plünderungszügen zu überziehen. Am 30. Juni 1025 eroberten die Banu Kilab unter ihrem Emir Salih ibn Mirdas die nordsyrische Kapitale Aleppo, der sich zwar nominell unter der Oberhoheit der Fatmidien stellte, aber doch befreit von ihrer Autorität sein neues Fürstentum regieren wollte. Der Statthalter des Kalifen, der Türke Anuschtegin ad-Duzbiri, konnte gegen die Beduinen zunächst nichts ausrichten und musste sich nach Aschkelon zurückziehen. Die großen Leidtragenden dieses Aufstandes waren neben der Landbevölkerung auch die Pilgerfahrer, die auf dem Weg von Ägypten nach Mekka den Golf von Akaba umgehen mussten, dort aber bar jeden militärischen Schutzes den Raubzügen der Beduinen ausgesetzt waren.
Erst als az-Zahir anlässlich seiner Teilnahme am christlichen Tauffest zum Höhepunkt der Hungersnot und Anarchie 1025 zum Nil ausritt und dabei die Kairiner Altstadt passierte, war er dort den Leichenbergen der Verhungernden und damit der im Land vorherrschenden Zustände ansichtig geworden. Unternehmen konnte der unter der Kuratel der Clique stehende Kalif dagegen allerdings nichts.

### Regentschaft des Handlosen
Innerhalb der vierköpfigen Clique scheint der in Staatsangelegenheiten erfahrene al-Dschardscharai noch die größte Kompetenz besessen zu haben. Unter al-Hakim war dieser Hofbeamte einst in Ungnade gefallen, worauf ihm beide Unterarme amputiert wurden. Im Anhang der Sitt al-Mulk aber hatte er wieder die Karriereleiter hinaufsteigen können, die ihn 1023 einen Platz im Regentschaftsrat sicherte. Den durch die Hungersnot gegen die Clique aufkeimenden Volkszorn hatte er geschickt zur Ausschaltung seiner Kollegen genutzt. Am 12. Januar 1028 wurde er schließlich von az-Zahir formell zum Wesir ernannt, worauf seine siebzehn Jahre dauernde Regierung begann.
Sofort nahm al-Dschardscharai die Wiederherstellung der Staatsautorität in Angriff. Die wieder ansteigenden Nilfluten ließen die Ernteerträge auf das alte Niveau steigen und die Hungersnot eindämmen. Der zwischenzeitlich in Ungnade gefallene Anuschtegin wurde rehabilitieren und mit einer ausreichend großen Streitmacht ausgestattet, die im Dezember 1028 nach Syrien ausziehen konnte. Im Mai 1029 besiegte Anuschtegin bei Tiberias die Koalition der Beduinen, deren Anführer Salih ibn Mirdas dabei getötet wurde, worauf die fatimidische Staatsordnung in Palästina und Syrien schnell wieder restauriert werden konnte. Aleppo aber, das erst 1015 für das Kalifat gewonnen wurde, war verloren. Das dort entstandene autonome Fürstentum der Mirdasiden konnte noch 1029 einen Angriff des byzantinischen Kaisers Romanos III. Argyros abwehren, begab sich aber in der Folge in Vasallität zum byzantinischen Reich, wodurch es dessen Schutz gegen die Fatimiden gewann.
Traditionell waren die Fatimiden um ein friedliches Einvernehmen mit Byzanz bemüht. Die noch 1021 von Sitt al-Mulk aufgenommenen Verhandlungen um eine Verlängerung des Waffenstillstandes von 1001 sind 1027 erfolgreich abgeschlossen wurden. Zu den Bestandteilen dieser Vereinbarung gehörte der von Kairo zugesicherte Wiederaufbau der Grabeskirche in Jerusalem. Im Gegenzug erlaubte die byzantinische Regierung die Wiedereröffnung einer Moschee in Konstantinopel, in deren Freitagspredigt der Name des Fatimidenkalifen genannt werden sollte, was für az-Zahir einen enormen Prestigegewinn gegenüber den Abbasiden von Bagdad bedeutete. Doch im Streit um Aleppo drohte der gewonnene Frieden mit Byzanz schon 1028 wieder verloren zu gehen. Die syrischen Statthalter beider Reiche, Anuschtegin auf der einen und Niketas auf der anderen Seite, lieferten sich entlang des Orontes Kleingefechte und Belagerungen. In Kairo vermutete man eine byzantinische Großoffensive, worauf az-Zahir schon den Dschihad predigen ließ. Doch noch bevor es zu größeren Auseinandersetzungen kommen konnte, haben beide Großmächte neue langwierige Verhandlungen aufgenommen, die eine Klärung der strittigen Grenzfragen herbeiführen sollten. Als Grenzelauf wurde die Orontessenke bis nach Tortosa festgelegt und ein Austausch von Gefangenen beschlossen. Ein besonderer Punkt betraf die byzantinische Forderung von der Einstellung der Unterstützung Kairos zugunsten des muslimischen Herrschers von Sizilien. Die Emire aus der Dynastie der Kalbiten geboten seit 948 formell als Statthalter der Fatimiden über Sizilien, auch wenn sie besonders seit dem Umzug des Kalifenhofs nach Kairo 973 eine große Autonomie genossen. Mit der Aufgabe ihrer oberherrschaftlichen Schutzfunktion gegenüber ihren Vasallen haben die Fatimiden die Insel faktisch für die christliche Reconquista freigegeben, die unter der Führung der Normannen bis 1091 auch vollendet werden sollte.
Aber wegen des Streits um die Oberherrschaft über Aleppo haben sich die Verhandlungen in die Länge gezogen und konnten zu Lebzeiten des az-Zahir auch nicht mehr abgeschlossen werden. Durch die formelle Unterwerfung des Mirdasiden-Fürsten unter das Fatimidenkalifat im Jahr 1035 wurden die Verhandlungen zusätzlich verkompliziert. Dies markierte den letzten größeren außenpolitischen Erfolg in der Geschichte der Fatimiden. Der seit einigen Jahren an der Wassersucht leidende az-Zahir konnte ihn nicht lange auskosten. Kurz vor seinem einunddreißigsten Geburtstag ist er am 13. Juni 1036 gestorben. Sein einziger Sohn, der siebenjährige Prinz Maadd, wurde drei Tage später vom handlosen Wesir als neuer Kalif unter dem Namen „der Gott um Beistand anfleht“ (al-Mustanṣir billāh) inthronisiert.

## Quelle
- Ibn Challikan: „Das Ableben bedeutender Persönlichkeiten und die Nachrichten über die Söhne der Zeit“ (Wafayāt al-aʿyān wa-anbāʾ abnāʾ az-zamān). In: William Mac Guckin de Slane (Hrsg.): Ibn Khallikan’s biographical dictionary. Bd. 2, 1843, S. 340 f.